# Großsteingräber bei Groß Hesebeck
Die Großsteingräber bei Groß Hesebeck waren zwei megalithische Grabanlagen der jungsteinzeitlichen Trichterbecherkultur bei Groß Hesebeck, einem Ortsteil von Bad Bevensen im Landkreis Uelzen (Niedersachsen). Sie wurden im 19. Jahrhundert zerstört. Ein Grab befand sich nördlich des Ortes, unmittelbar bei einer Gruppe von Grabhügeln, zu denen auch ein auffällig großer Stein gehörte. Das zweite Grab lag westlich hiervon, ebenfalls bei einer Gruppe von Grabhügeln mit einem großen Stein. Die Großsteingräber wurden in den 1840er Jahren durch Georg Otto Carl von Estorff dokumentiert, aber nicht näher beschrieben. Über Ausrichtung, Maße und Grabtyp liegen keine Informationen vor. Aus den Kartensignaturen geht lediglich hervor, dass sie rechteckige Hünenbetten besessen hatten.